# Steine der Erinnerung

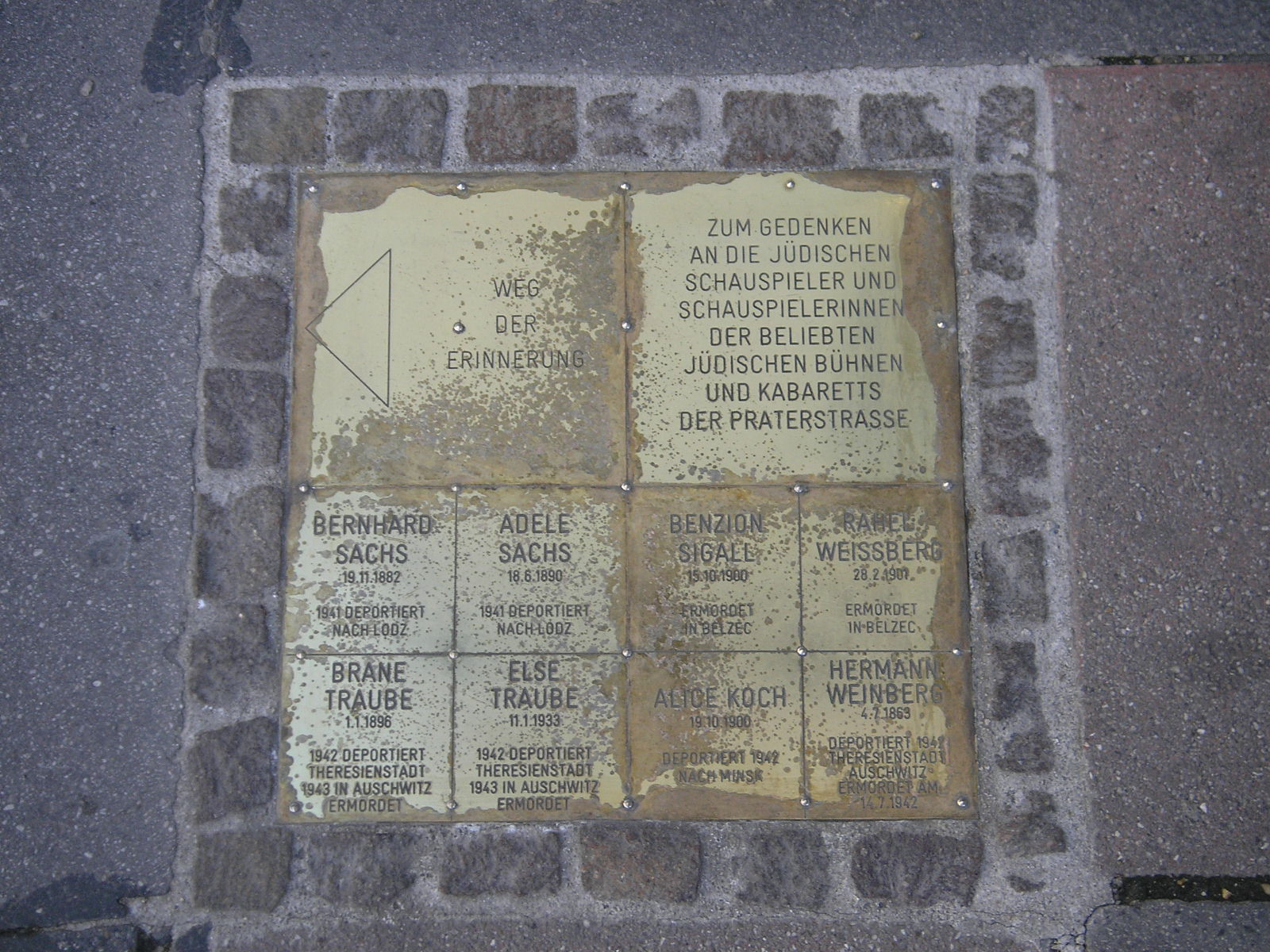
Steine der Erinnerung, Leopoldstadt 2007

Steine der Erinnerung an jüdische Opfer des Holocausts ist ein österreichischer Verein mit Sitz in Wien, der seine Arbeit dem Gedenken der jüdischen Opfer des Holocaust widmet und laut eigenen Angaben „die Erinnerung an das jüdische Leben und die jüdische Kultur vor der Machtergreifung der Nationalsozialisten wach“ halten möchte. Der Verein besteht seit 2005 und ist vorrangig in den Wiener Gemeindebezirken Leopoldstadt, Brigittenau und Alsergrund tätig.

## Aufgaben und Ziele
Die Initiativen für Wiener Gedenksteine der Opfer des NS-Regimes beruhen auf dem Konzept der Stolpersteine von Gunter Demnig. Den Begriff Stolpersteine ebenso zu kopieren bleibt ihnen verwehrt, da der Künstler Inhaber der entsprechenden Markenrechte ist. In Wien haben sich fünf Initiativen etabliert, die unterschiedliche Stadtteile mit Gedenksteinen ausstatten: In Wien-Landstraße ist die Initiative Steine des Gedenkens tätig, in Wien-Mariahilf die Initiative Erinnern für die Zukunft, in Wien-Josefstadt das Projekt Steine der Erinnerung Josefstadt, gegründet von der früheren Nationalratsabgeordneten Irmtraut Karlsson und in Liesing das Projekt Steine der Erinnerung in Liesing. Steine der Erinnerung ist als einzige Initiative in Wien überregional in mehreren Bezirken tätig und hat bislang in fünfzehn Wiener Gemeindebezirken Gedenksteine bzw. Gedenktafeln errichtet. Auf der Webpage des Vereins ist zu lesen: „Wir geben den Ermordeten wieder einen Platz in ihrem Heimatbezirk. So sind sie und ihr Schicksal nicht vergessen.“
Das Projekt beabsichtigte seit Anbeginn, den Angehörigen die Möglichkeit zu geben, ihrer ermordeten Großeltern, Eltern und Geschwister zu gedenken: „Das Trauma der Angehörigen, für deren Familie wir Steine setzen, ist so tief, dass wir auch mit dem besten Projekt diese Wunden nicht heilen können, aber unser großer Wunsch ist es, zur Linderung der Schmerzen beizutragen.“ Den Überlebenden helfe auch die konkrete Erfahrung, dass das große Leid ihrer Familien in Wien, dem Ort von Vertreibung und Deportation, „erkannt und anerkannt“ werde.
Die Führungsgremien des Vereins rekrutieren sich überwiegend aus der Familie Hindler und zwar: Elisabeth Ben David-Hindler (gestorben am 11. Mai 2016), Karl Jindrich, Zahava Hindler, Vally Steiner, Ernst Fitzka, Daliah Hindler und Matthias Beier. Krankheitsbedingt wurden im Jahr 2015 keine weiteren Gedenksteine gesetzt.

### Tätigkeitsbereich

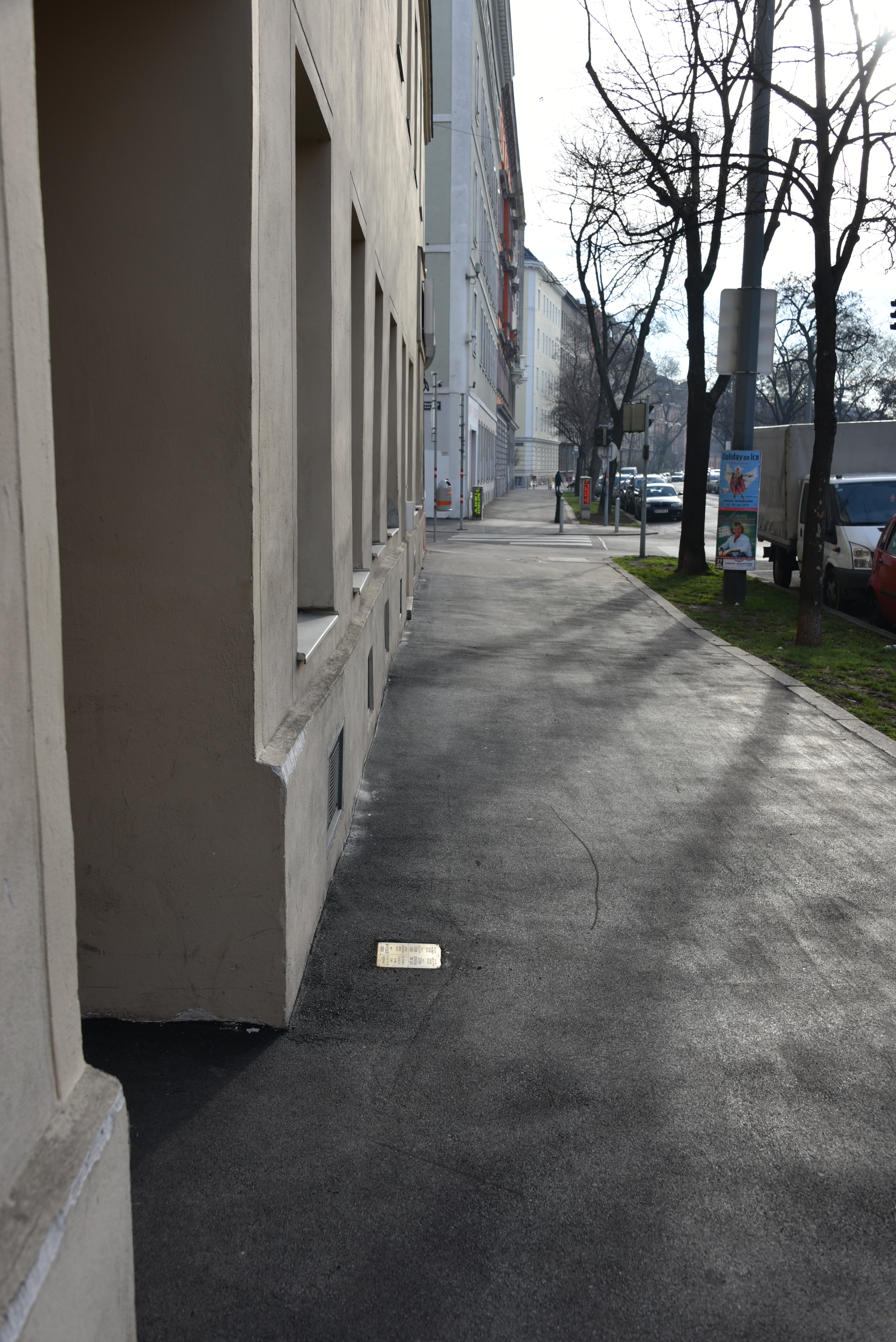
Erinnerungsstein in der Brigittenau

Der Schwerpunkt der Vereinsaktivitäten liegt auf dem Verlegen von Steinen der Erinnerung in der Wiener Leopoldstadt, in der Brigittenau und am Alsergrund, das sind die Wiener Gemeindebezirke 2, 20 und 9. Weiters wurde eine Reihe von Steinen in Wien-Innere Stadt (1. Bezirk) verlegt. Einige Gedenksteine des Vereins finden sich auch in den Bezirken Wieden (4.), Margareten (5.), Neubau (7.), Favoriten (10.), Penzing (14.), Rudolfsheim-Fünfhaus (15.), Ottakring (16.), Hernals (17.), Währing (18.), Döbling (19.) und Floridsdorf (21.).

### Verankerung in der Bevölkerung
Die Projekte des Vereins in der lokalen Bevölkerung zu verankern ist ein zentrales Anliegen des Vereins. Dies erfolgt zum Teil durch Patenschaften, Bausteine und Spenden, „aber mindestens genau so wichtig ist uns, dass viele Menschen an unseren Projekten mitbauen und sie mittragen.“ Einer der wichtigen Unterstützer des Projekts ist Herr Sommer, der Eigentümer des Cafe Sperlhof in der Großen Sperlgasse in der Leopoldstadt. Der Verein auf seiner Website: „Diese Form der Wiener Vergangenheitsbewältigung soll eine gemeinsame Sache sein. Je mehr Menschen daran beteiligt, sind, desto stärker ist auch die Verankerung. Und die Wirkung. Wobei wir uns nicht in erster Linie an jüdische Kreise wenden.“
Weiters übernehmen Anrainer das regelmäßige Putzen der Steine und die regionale Bevölkerung ist in vielen Formen ehrenamtlich im Verein aktiv und initiativ: „So schreiben wir gemeinsam Geschichte von unten. Wir erzeugen Bewusstsein über Verdrängtes und Unbekanntes bei den Menschen, die vorübergehen. Wir leisten einen nachhaltigen Beitrag zur Wiener Vergangenheitsbewältigung.“

### Widerstand der Hausbesitzer
Eine Reihe von Hauseigentümern lehnt das Anbringen von Gedenktafeln an der Fassade des Hauses ab. „Es ist nach wie vor so, dass die meisten Hausbesitzer die Tafeln nicht wollen“, betonte die Vereinssprecherin Elisabeth Ben David-Hindler. Zum Großteil bekomme der Verein für das Anbringen von Tafeln an der Fassade keine Erlaubnis, bei mehreren Eigentümern, reiche schon das Nein einer Partei. Daher ist der Verein überwiegend auf Gedenksteine im Gehsteig vor dem jeweiligen Haus angewiesen.

### Wartung und Reinigung
Die Gedenksteine des Vereins werden regelmäßig gesäubert und gewartet, im Regelfall einmal monatlich. Das reicht jedoch in den Wintermonaten nicht aus, weshalb der Verein eine Reihe ehrenamtlicher Mitarbeiter gesucht hat, die in der Nähe einer Station wohnen und die sie einmal in der Woche warten. Eine Lehrerin berichtete: „Wir haben ‚unseren‘ Stein schon gereinigt, es war sehr berührend, wir sind mit der ganzen Schule hinmarschiert, zwei Kinder haben den Stein geschrubbt, dann haben wir noch eine Gedenkminute eingelegt und ich hab ein bisschen was über die Steine und die Erinnerungsarbeit im Allgemeinen erzählt – wir waren ein richtiges Aufsehen!“

## Weg der Erinnerung, Straße der Erinnerung
Ein Weg der Erinnerung durch die Leopoldstadt erinnert heute an die weitgehend vertriebene bzw. ermordete jüdische Bevölkerung der Leopoldstadt, an ihren Lebensraum im Bezirk, ihre Wohnhäuser, Synagogen, Schulen, Theater, Kaffeehäusern, aber auch an die Sammellager, in welche sie vor Deportation und Tod im Konzentrationslager gebracht wurden. Erklärungstafeln an Gebäuden, „Steine der Erinnerung“ und Gedenktafeln an einzelne Personen, sowie Wegmarkierungen geleiten durch insgesamt 102 Stationen. „Auf diese Weise wollen wir – Stein für Stein – symbolisch den von hier vertriebenen und ermordeten jüdischen EinwohnerInnen wieder einen Platz in ihrem Heimatbezirk geben; und den Angehörigen die Chance, ihre Eltern, Großeltern und Geschwister zu verewigen.“ Das Projekt wurde durch den damaligen Bezirksvorsteher Gerhard Kubik und den Kulturstadtrat Andreas Mailath-Pokorny unterstützt.
Teil des Projekts ist die Straße der Erinnerung am Volkertplatz, die aus 84 „Steinen der Erinnerung“ besteht, „viele Menschen bewegt und breites mediales Echo gefunden“ hat. Die Straße der Erinnerung soll an die 1.585 Opfer aus diesem Teil der Stadt erinnern. Der Verein bietet auch Führungen zu den Erinnerungsorten an.

## Multimediaguide
Seit 2015 führt auch ein GPS-gesteuerter Multimedia-Guide zu den Steinen der Erinnerung. In Bild, Schrift und Ton erfährt man übers Smartphone oder Tablet die Geschichte der Personen, derer gedacht wird. (Link siehe unten.)

## Zitate
„Was ich an diesem Projekt so besonders finde: Ich lerne die Geschichte besser kennen und gleichzeitig kann ich etwas Positives dazu beitragen. Ich kann aktiv sein, das ist für mich eine Erleichterung, also tue ich auch mir etwas Gutes damit. Ich habe das sehr faszinierend gefunden, dass man eine Patenschaft übernehmen kann. Man kann jetzt für einen Menschen, der Opfer dieses Systems wurde und keine Angehörigen mehr hat, im Nachhinein das Gedenken übernehmen.“

„Tot sind jene, an die sich niemand mehr erinnert, sagt ein jüdisches Sprichwort.“

„Es ist für mich so, als hätten meine Großeltern nun endlich einen Grabstein bekommen.“

## Verlegungen außerhalb der Leopoldstadt

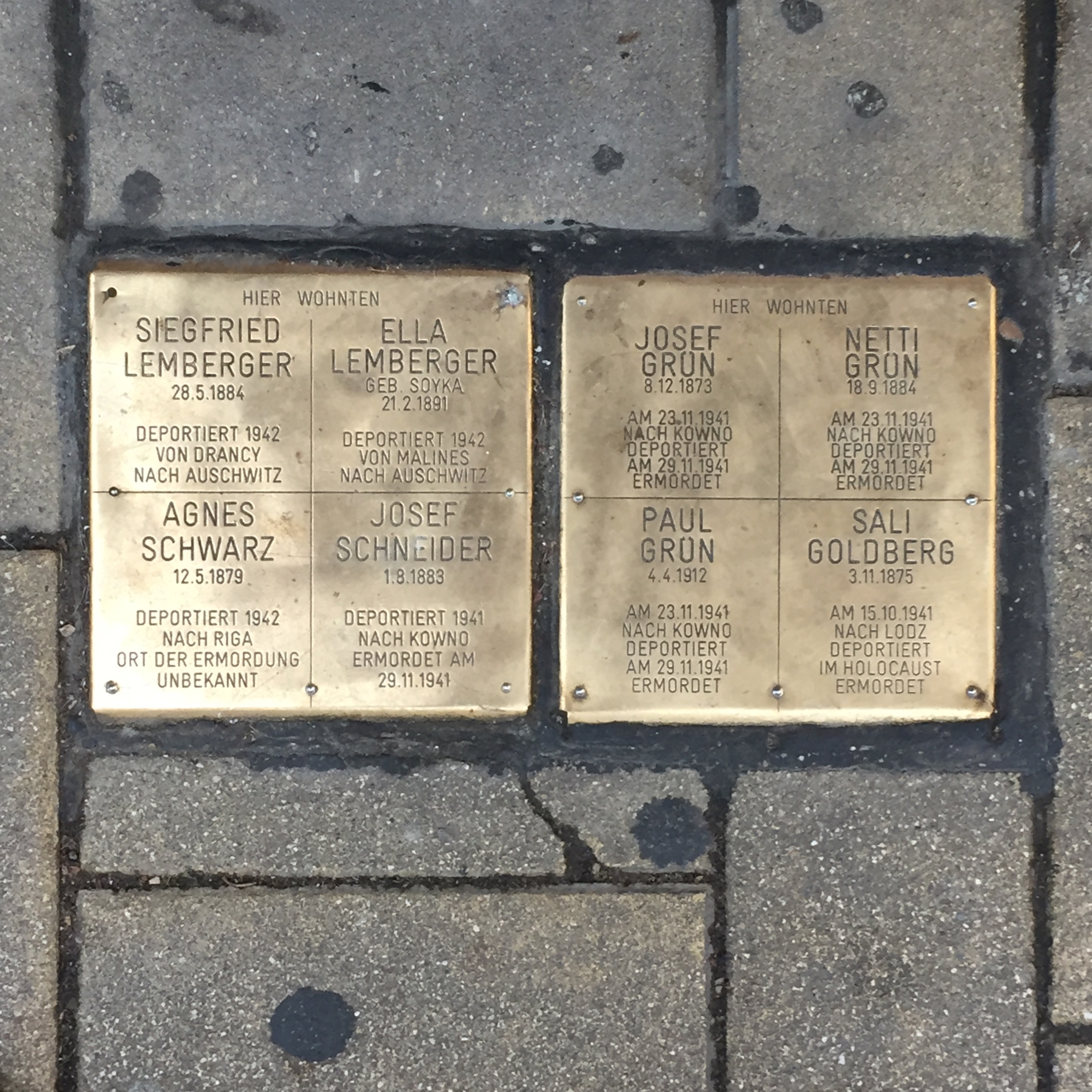
Erinnerungssteine in Wien-Neubau

Bislang wurden folgende Bezirke erfasst:
- Liste der Erinnerungssteine in Wien-Wieden
- Liste der Erinnerungssteine in Wien-Margareten
- Stationen der Erinnerung in Wien-Neubau
- Stationen der Erinnerung in Wien-Favoriten
- Stationen der Erinnerung in den Wiener Bezirken 14 bis 19
- Stationen der Erinnerung in Wien-Floridsdorf

In Arbeit befinden sich derzeit die Bezirke Innere Stadt, Alsergrund und Brigittenau.

## Finanzierung des Projekts
Die Finanzierung der Herstellung und Verlegung erfolgt über Patenschaften von Bürgern der Stadt oder von überlebt habenden Angehörigen. Die Arbeit des Vereins wurde und wird vom Nationalfonds der Republik Österreich für Opfer des Nationalsozialismus gefördert, weiters vom Zukunftsfonds der Republik Österreich, von der Wiener Magistratsabteilung 7 der Stadt Wien und früher auch von der Österreichischen Nationalbank.

## Kritik
Das Projekt der Stolper- bzw. Gedenksteine wird generell durchaus kontrovers betrachtet. Beispielsweise kritisierte die frühere Präsidentin des Zentralrats der Juden in Deutschland, Charlotte Knobloch, es sei unerträglich, dass die Namen der Opfer in Steinen am Boden eingelassen wurden.
Auch zwischen Gunter Demnig und den Initiatoren der Wiener Steine der Erinnerung kam es zu Kontroversen, nachdem keine gemeinsame Lösung gefunden werden konnte. Während Demnig diese als Nachahmung seiner Initiative kritisierte, betonten die Wiener Initiatoren stets den eigenständigen Ursprung ihres Projekts.

## Publikationen
- Elisabeth Ben David-Hindler: 10 Jahre Steine, die bewegen. Buchpublikation des Vereins
- Steine der Erinnerung, CD der Gruppe Avanim

## Auszeichnung
- 2010: Karl-Renner-Preis

## Ähnliche Projekte
- Erinnern für die Zukunft, Gedenksteine in Wien-Mariahilf
- Steine der Erinnerung in Liesing, Gedenksteine in Wien-Liesing
- Steine des Gedenkens, Gedenksteine in Wien-Landstraße
- In Rostock verlegt das Max-Samuel-Haus seit 2002 Gedenksteine, die in keinem Zusammenhang zum Demnigschen Kunstprojekt stehen (siehe: Liste der Denk- und Stolpersteine in Rostock) und bis 2015 auch „Stolpersteine“ genannt wurden.

- Seit 2009 werden in der piemontesischen Stadt Saluzzo „Spuren der Erinnerung“ Die Platten werden von Schulklassen im Rahmen des lokalen Projektes „Tracce del ricordo“ (Spuren der Erinnerung) gestaltet.
- Seit 2009 werden im Berliner Bezirk Charlottenburg-Wilmersdorf „Denksteine“ verlegt. Demnig regte dort eine „handwerklich gestaltete Alternative“ an. Mittlerweile werden auch in weiteren Berliner Bezirken Denksteine verlegt.

- In den Niederlanden werden seit 2015 in verschiedenen Orten eigene Gedenksteine (Herdenkingsstenen) verlegt. Die lokalen Initiativen dieser Gemeinden haben entschieden eigene Steine zu verlegen. In Amersfoort sollen 433 Steine, in Vught 11 und in Veendam 164 Steine verlegt werden. Hierbei wird bewusst eine große Ähnlichkeit zum Projekt Stolpersteine angestrebt.

- In Russland wird seit 2014 mit dem Projekt Posledny adres (Letzte Adresse) an die Opfer des Großen Terrors erinnert. Dazu werden Erinnerungsmale mit den Lebensdaten an der Außenfront des letzten Wohnhauses angebracht.[10]

- Stolper-, Gedenk- und Erinnerungssteine in Österreich